# Měchenice
Obec Měchenice (německy Miechenitz) se nachází v okrese Praha-západ, kraj Středočeský, zhruba 20 km jižně od centra Prahy na levém břehu řeky Vltavy, 2 km pod jejím soutokem se Sázavou. Žije zde 858 obyvatel.
Díky blízkosti hlavního města a dobré dopravní dostupnosti (v obci je mj. stanice železniční trati 210 Praha - Vrané nad Vltavou - Dobříš a přístaviště parníků) jsou Měchenice vyhledávaným rekreačním místem s chatovou osadou, kempem, možností vodního lyžování na Vltavě a turistickým východištěm do údolí Bojovského potoka.

## Historie
Ves je poprvé zmiňována již v roce 999 jako dar knížete Boleslava II. ostrovskému klášteru.

### Územněsprávní začlenění
Dějiny územněsprávního začleňování zahrnují období od roku 1850 do současnosti. V chronologickém přehledu je uvedena územně administrativní příslušnost obce (osady) v roce, kdy ke změně došlo:
- 1850 země česká, kraj Praha, politický okres Smíchov, soudní okres Zbraslav[4]
- 1855 země česká, kraj Praha, soudní okres Zbraslav
- 1868 země česká, politický okres Smíchov, soudní okres Zbraslav
- 1927 země česká, politický okres Praha-venkov, soudní okres Zbraslav[5]
- 1939 země česká, Oberlandrat Praha, politický okres Praha-venkov, soudní okres Zbraslav[6]
- 1942 země česká, Oberlandrat Praha, politický okres Praha-venkov-jih, soudní okres Zbraslav[7]
- 1945 země česká, správní okres Praha-venkov-jih, soudní okres Zbraslav[8]
- 1949 Pražský kraj, okres Praha-jih[9]
- 1960 Středočeský kraj, okres Praha-západ
- 2003 Středočeský kraj, obec s rozšířenou působností Černošice

## Sport
V Měchenicích je aktivní Tělevýchovná jednota Sokol Měchenice, která sdružuje skupinu měchenických sportovců. Tradice sahá až do roku 1924, kdy jsou zapsané zápasy v kopané, samotný klub byl oficiálně založen roku 1927 (tehdy pod názvem AFK Měchenice). Později byly také založeny kluby HC Měchenice a BHC Měchenice, které se v roce 1947 sloučili do Sokola. Dále vznikaly nové oddíly, včetně tenisového a triatlonového oddílu.
V současné době se T. J. Sokol Měchenice účastní různých sportovních aktivit v rámci fotbalu, tenisu, běhu, cyklistiky, plavání či pádlování. Pravidelně každý rok pořádá schůze, kde projednává finanční rozpočet a další rozhodnutí týkající se hospodaření a fungování T. J. Sokolu Měchenice.

## Doprava
Dopravní síť
- Pozemní komunikace – Obec protíná silnice II/102 Zbraslav - Štěchovice - Chotilsko - Kamýk nad Vltavou.

- Železnice – Obec leží na železniční trati 210 Praha - Vrané nad Vltavou - Dobříš. Je to jednokolejná regionální trať, doprava na ní byla zahájena roku 1897.

Veřejná doprava 2011
- Autobusová doprava – Z obce vedly autobusové linky např. do těchto cílů: Hradištko, Jílové u Prahy, Kamenice, Mníšek pod Brdy, Neveklov, Nová Ves pod Pleší, Nový Knín, Praha-Smíchov, Sedlčany.

- Železniční doprava – Po trati 210 vede linka S80 (Praha - Vrané nad Vltavou - Dobříš) v rámci pražského systému Esko. Železniční stanicí Měchenice projíždělo v pracovních dnech 12 párů osobních vlaků, o víkendu 9 párů osobních vlaků.

## Další fotografie

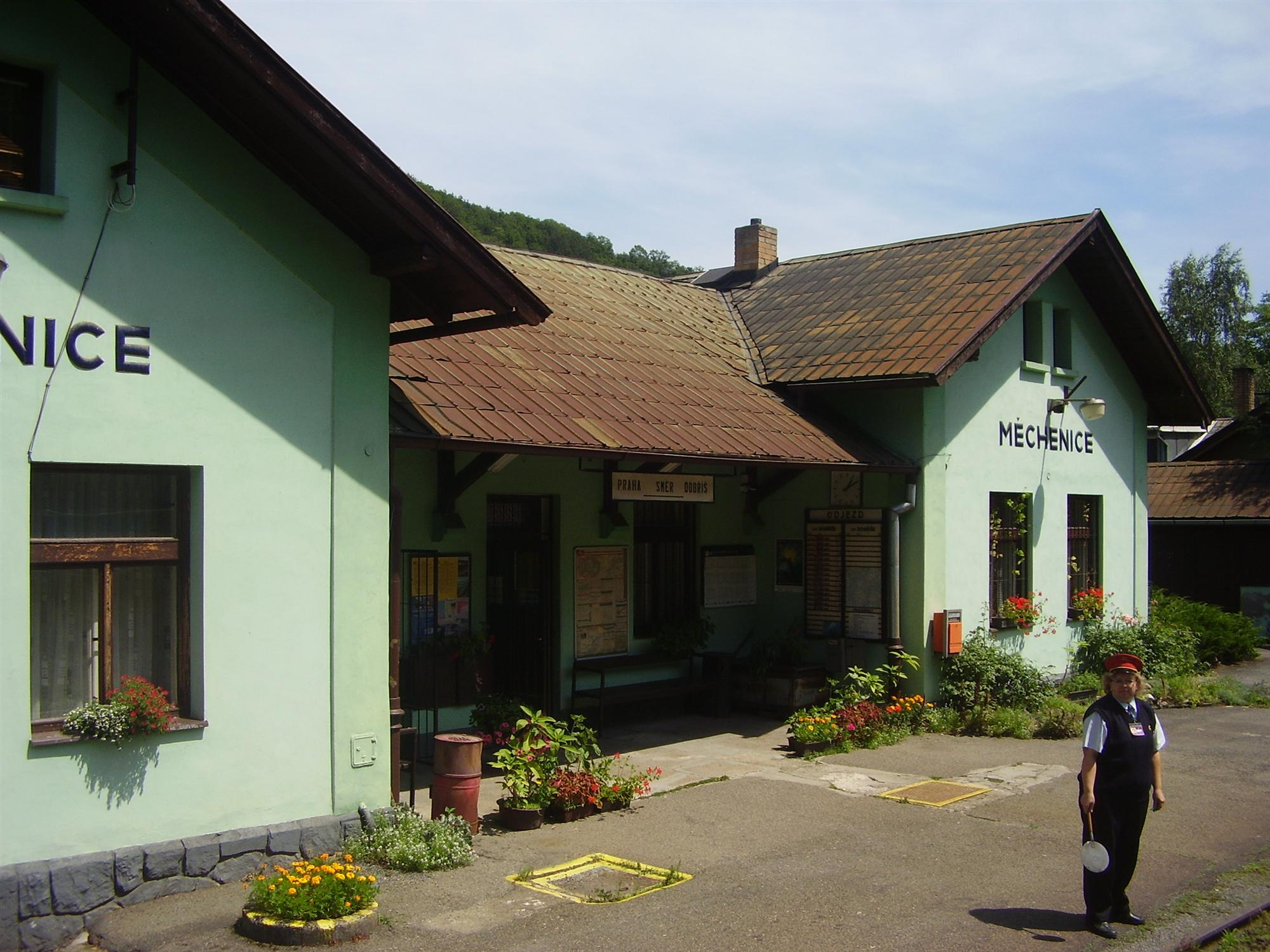
Nádraží na trati do Dobříše